# Радомиці (Нижньосілезьке воєводство)
Радомиці (пол. Radomice) — село в Польщі, у гміні Влень Львувецького повіту Нижньосілезького воєводства.
Населення — 111 осіб (2011).

## Демографія
Демографічна структура станом на 31 березня 2011 року:
|          | Загалом | Допрацездатний вік | Працездатний вік | Постпрацездатний вік |
| -------- | ------- | ------------------ | ---------------- | -------------------- |
| Чоловіки | 49      | 9                  | 35               | 5                    |
| Жінки    | 62      | 13                 | 36               | 13                   |
| Разом    | 111     | 22                 | 71               | 18                   |